# Саввиди, Иван Игнатьевич
Ива́н Игна́тьевич Савви́ди (род. 27 марта 1959, Санта, Грузинской ССР) — российский и греческий предприниматель, кандидат экономических наук (1999).
В 2023 году вошёл в рейтинг журнала Forbes «110 российских миллиардеров», где занял 71 место с состоянием $1,7 млрд.

## Биография

Памятник Бондаренко И. А., установленный фондом Саввиди

Памятник Петру и Февронии, установленный фондом Саввиди

Родился 27 марта 1959 года в греческом селении Санта в Грузинской ССР.
Окончил школу в Ростовской области. После школы отслужил в Советской армии. Окончил факультет материально-технического снабжения Ростовского института народного хозяйства. Имеет степень кандидата экономических наук.
В 1980 году пришёл работать на Донскую государственную табачную фабрику в должности транспортировщика. В 23 года Иван Саввиди стал бригадиром слесарного цеха, а после был повышен до заместителя директора. В 1993 году избран генеральным директором компании «Донской табак».
С марта 1997 года назначен членом Совета, с апреля 1997 года — председателем Совета директоров Ростовского коммерческого банка социального развития (Ростовсоцбанк).
В августе 2000 года Иван Саввиди учредил «Благотворительный фонд И. И. Саввиди». Фонд направлен на поддержку традиционных религиозных сообществ России, развитие образования, науки и спорта.
В 2003 и 2007 году Саввиди был избран депутатом Государственной думы. Был членом фракции «Единая Россия»
В августе 2004 года Иван Саввиди основал управляющую компанию «Группа АГРОКОМ».
С июля 2002 по июль 2005 года был президентом ФК «Ростов».
С января 2006 года являлся президентом футбольного клуба СКА (Ростов-на-Дону).
С июня 2004 года Саввиди является президентом Ассоциации греческих общественных объединений России (АГООР). Он также является общественным деятелем сообщества понтийских греков стран СНГ. По его инициативе и поддержке с 2007 года стали возможными ежегодные паломничества в монастырь Панагия Сумела в Трабзоне.
На Поместном соборе РПЦ 2009 года являлся представителем Ростовской епархии от мирян.
В 2012 году приобрёл контрольный пакет акций греческого футбольного клуба ПАОК. В марте 2018 года Иван Саввиди выбежал во время матча на футбольное поле с пистолетом, из-за чего на три года получил запрет на посещение футбольных матчей Чемпионата Греции, но имеет возможность посещать матчи ПАОКа в еврокубках.
В 2018 году  японская корпорация Japan Tobacco приобрела за $1,6 млрд входившего в  «Агроком» производителя сигарет «Донской табак».
В июне 2021 года Саввиди получил контроль над оператором греческого морского порта Салоники. Его компания Belterra приобрела акции Terminal Link SAS, став единственным владельцем бывшего синдиката с немецкой и французской компаниями. Доля Саввиди в самом порте выросла до 71,9%.

### Семья
- Жена — Кирияки Саввиди.
- Дети — сыновья Георгис и Никос.
- Внуки — Клеоники.

## Награды

### Государственные
- Орден «За заслуги перед Отечеством» IV степени (21 февраля 2008) — за заслуги в законотворческой деятельности, укреплении и развитии российской государственности[15]
- Орден Александра Невского (11 марта 2020) — за достигнутые трудовые успехи и многолетнюю добросовестную работу[16]
- Орден Почёта (13 декабря 2003) — за достигнутые трудовые успехи и многолетнюю добросовестную работу[17]
- Медаль ордена «За заслуги перед Отечеством» II степени (6 сентября 1999) — за большой вклад в социально-экономическое развитие города Ростова-на-Дону и в связи с его 250-летием[18]

### Региональные
- Орден Атамана Платова (21 апреля 2023, Ростовская область)[19],

### Церковные
- Орден святого благоверного князя Даниила Московского II степени (2009)
- Орден святого преподобного Серафима Саровского III степени (2011)[20]

### Общественных организаций
- Медаль «Меценат года» — за возрождение культуры России и донского края (1999—2009)